# Francisco González de Bassecourt
|  | «Comte d'El Asalto» redirigeix aquí. Vegeu-ne altres significats a «Comte de l'Assaltu». |

Francisco González de Bassecourt (Iruña, 1726 - Carabanchel Alto, 1793), primer comte de l'Asalto, fou un militar espanyol d'origen flamenc i capità general de Catalunya.
S'incorporà a l'exèrcit quan tenia 12 anys, com la majoria de combatents. Va obtenir aquest curiós títol com a premi per defensar la ciutat de l'Havana contra l'atac anglès de 1762, en el que va morir el seu germà Vicente. Per a mitigar la pèrdua va rebre ascensos militars, títols nobiliaris i càrrecs polítics.
Entre 1766 i 1769 fou ministre plenipotenciari a Suïssa. L'estiu de 1773 fou designat corregidor de Barcelona, substituint al fill de Leopoldo de Gregorio Mauro, marquès d'Esquilache. Posteriorment fou destinat com a capità general entre 1778 i 1789, on va desenvolupar una gestió plenament il·lustrada. De fet fou president i protector de l'Acadèmia de Bones Lletres. El 1780 va rebre la clau de gentilhome de cambra, el 1789 rebé la gran creu de Carles III i el 1790 rebé el càrrec de conseller d'estat. Cal destacar les nombroses obres públiques que va endegar sobretot al Raval de Barcelona, urbanitzant-lo i obrint-hi el carrer Nou de la Rambla fins a l'antiga muralla. També va ajudar a reconstruir el Teatre de la Santa Creu després de l'incendi de 1787. Fou destituït el 1789 per vacil·lar a reprimir els rebomboris del pa i el traslladaren a Madrid. Morí el 1793 amb 68 anys, dels quals 56 foren dedicats al servei real.